# Listă de filme românești din 2016
Aceasta este o listă de filme românești din 2016:

## Lista
| Premiera      | Titlu                                                   | Studio                                                                                    | Distribuție, echipa tehnică | Gen                                               | Ref.                                              |
| ------------- | ------------------------------------------------------- | ----------------------------------------------------------------------------------------- | --- | ------------------------------------------------- | ------------------------------------------------- |
| 16 aprilie    | Fixeur                                                  | 4 Proof Film                                                                              | Adrian Sitaru (regizor), cu Sorin Cociș, Tudor Aaron Istodor, Mehdi Nebbou, Nicolas Wanczycki, Diana Spătărescu, Andreea Vasile, Adrian Titieni și Cristian Ilinca | dramatic                                          | [nefuncțională]                                   |
| 22 aprilie    | Dincolo de calea ferată                                 | Strada Film                                                                               | Cătălin Mitulescu (regizor), cu Ada Condeescu, Alexandru Potocean                                                                                                  | dramatic                                          |                                                   |
| 13 mai        | Tudo                                                    | Imagine8                                                                                  | Regizor: Iura Luncașu. Cu Aylin Cadir, Oana Carmaciu, Bogdan Dumitrescu, Mihai Smarandache, Pavel Ulici                                                            | thriller                                          |                                                   |
| 15 mai        | Câini                                                   | 42 Km Film, EZ Films                                                                      | Bogdan Mirică (regizor), cu Dragoș Bucur, Vlad Ivanov și Gheorghe Visu                                                                                             | thriller, western                                 |                                                   |
| 20 mai        | Bacalaureat                                             | Les Films du Fleuve, Mobra Films, Romanian Film Board (C.N.C.)                            | Cristian Mungiu (regizor), cu Vlad Ivanov, Maria Drăguș, Adrian Titieni                                                                                            | dramatic                                          | Arhivat în 8 octombrie 2016, la Wayback Machine.  |
| 17 iunie      | Dublu                                                   | Abis Studio & Hi Film Productions                                                         | Catrinel Dănăiață (regia), cu Dorian Boguta, Bogdan Dumitrache, Maria Dinulescu, Corina Moise                                                                      | dramă                                             |                                                   |
| 9 septembrie  | Sieranevada                                             | Mandragora, Production 2006, Studioul de Creatie Cinematografica al Ministerului Culturii | Cristi Puiu (regizor), cu Mimi Brănescu, Bogdan Dumitrache | dramatic                                          |                                                   |
| 16 septembrie | #Selfie 69 sau #Selfie 2: Cum să te măriți în trei zile | ZAZU Film                                                                                 | Cristina Iacob (regia), cu Crina Semciuc, Olimpia Melinte, Flavia Hojda, Alex Călin, Levent Sali, Vlad Logigan                                                     | acțiune, comedie, dragoste                        |                                                   |
| 7 octombrie   | Două lozuri                                             | actoriedefilm.ro, Papillon Film, Kirkland, Studio Indie Production                        | Paul Negoescu (scenariu, regia), cu Dragoș Bucur, Dorian Boguță și Alexandru Papadopol                                                                             | comedie                                           |                                                   |
| 18 noiembrie  | Inimi cicatrizate                                       | HI Film Productions                                                                       | Radu Jude (regia), cu Lucian Teodor Rus, Ilinca Hărnuț, Șerban Pavlu, Gabriel Spahiu                                                                               | biografie, dramatic                               |                                                   |
| 10 decembrie  | A dispărut Moș Crăciun                                  |                                                                                           | cu Anca Manolescu, Aurora Păunescu, Cosmin Bighei, Roman Tamara, Oleg Apostol, Claudia Chiraș                                                                      | de Crăciun, aventuri, comedie, familie, teatru TV | Arhivat în 31 decembrie 2016, la Wayback Machine. |
|               | The History of Love                                     | 2.4.7. Films, Oï Oï Oï Productions, Caramel Film                                          | Radu Mihăileanu (regizor), cu John Hurt, Gemma Arterton | dramă, fantastic, romantic                        |                                                   |
|               |                                                         |                                                                                           | |                                                   |                                                   |
|               |                                                         |                                                                                           | |                                                   |                                                   |
|               |                                                         |                                                                                           | |                                                   |                                                   |
|               |                                                         |                                                                                           | |                                                   |                                                   |

Sursa: IMDb  Cinemagia
- 6.9 pe scara Richter, comedie de Nae Caranfil, cu Maria Simona Arsu, Laurentiu Banescu, Radu Banzaru, Alina Berzunteanu
- Ilegitim, dramă de  Adrian Sitaru
- La Drum Cu Tata, comedie de Anca Miruna Lăzărescu
- Minte-mă frumos în Centrul Vechi, comedie de Iura Luncașu
- Camera obscură, documentar de Gheorghe Preda

## Legături externe
- Filme românești din 2016 la IMDb.com